# Bruno Léandri
Pour les articles homonymes, voir Léandri.
 (octobre 2018).
Bruno Léandri, dit simplement Léandri, est un écrivain et humoriste français, né en 1951 à Courbevoie. Il est l'auteur de chroniques, nouvelles et photos-bande dessinée, notamment pour le magazine Fluide glacial depuis le numéro 5 en 1976.

## Biographie
Après une période en tant qu'animateur au Club Méditerranée, où il interprète des chansons humoristiques en s'accompagnant à la guitare, il tente sa chance en envoyant ses textes au journal satirique Hara-Kiri et au jeune magazine humoristique Fluide glacial en 1976.
Pris par les deux, il reste à Hara-Kiri quelques années mais c'est chez Fluide Glacial qu'il fait la majorité de sa carrière en offrant une nouvelle par mois pendant 30 ans, en plus de rubriques comme « Les grands dossiers Fluide Glacial » (avec Gotlib et Frémion), des « chroniques du dérisoire » et de quelques éditoriaux. Il écrit aussi des scénarios pour ses collègues, en vient à illustrer ses propres articles et dirige les hors-séries.
En 1988, sa nouvelle La Boîte est adaptée dans la série Sueurs froides sous le nom Mise à l'index, avec Jean Carmet dans le rôle principal. L'histoire raconte comment un journaliste raté qui trouve des doigts dans sa boîte à sardines va mener son enquête.
Outre ces deux journaux, il écrit également pour Lard-Frit, Alerte, L'ara guindé, mais seule une partie des textes est disponible en anthologies.
En 1995 sort son unique roman, En votre aimable règlement.
Son œuvre la plus importante reste la Grande Encyclopédie du dérisoire (5 tomes), compilation loufoque mais sérieuse de chroniques sur les petits mystères et anecdotes de l'existence : c'est une compilation des rubriques de Fluide Glacial commencées en 1977 sous le nom de La face cachée de la une, suivies par les Palinodies en 1982 et les Chroniques du dérisoire plus tard.
Il a également travaillé sur le concept du roman-photo, le sortant de ses éternelles histoires sentimentales pour en faire un outil humoristique.
Dans le milieu de la télévision, il travaille pour La Sept, puis pour son successeur Arte avec Philippe Truffault, notamment pour l'émission Archimède. La Grande Encyclopédie du dérisoire est adaptée par Arte avec Bernard Haller. Depuis fin 2005, La minute de Léandri est diffusée  dans l'émission Matière grise sur la RTBF en Belgique. À la radio, il s'essaye dans Les Nouveaux Maîtres du mystère[réf. nécessaire] puis Le Fou du roi[réf. nécessaire]. 

## Publications

### Anthologies
- 1989 : Ça pourrait arriver
- 1991 : Ma moquette est bleue
- 1994- : La Grande Encyclopédie du dérisoire (5 tomes)[2]
- 2001 : Courts-jus
- 2006 : Turbulences
- 2009 : Ne pas gêner l'ouverture automatique des portes, Chiflet Et Cie  (ISBN 978-2351640845 et 2351640845)
- 2009 : La France vue du sol, en collaboration avec Pascal Fioretto et Vincent Haudiquet, Chiflet Et Cie  (ISBN 978-2-3516-4069-2 et 2-3516-4069-1)
- 2014 : 101 curiosités scientifiques cocasses et stupéfiantes  (ISBN 978-2-311-10025-9)[3]
- 2015 : 101 curiosités historiques cocasses et stupéfiantes  (ISBN 978-2-311-10086-0)
- 2017 : Les derniers. Ultimes numéros, derniers spécimens, histoires de fins, Tallandier, 368 p. (lire en ligne)[4]
- 2025 : Guide ultime de la randonnée ratée : 20 conseils pour gâcher ses vacances en toutes saisons, Paris, Éditions du Trésor, 204 p. (ISBN 979-10-91534-96-3)

### Récits
- 2012 : On enterre bien les Dinky Toys, Bourin Éditeur[5]
- 2012 : Nous nous sommes tant marrés[6]
- 2020 : L'Île de Marlon Brando[7], Éditions du Trésor
- 2021 : J'aime pas les voyages, Aventures d'un anti-aventurier, Éditions du Trésor, 217 pages  (ISBN 979-10-91534-65-9)[8]
- 2023 : Les voyages ne m'aiment pas, Aventures d'un anti-aventurier, le retour, Éditions du Trésor, 224 pages  (ISBN 979-10-91534-82-6)

### Romans-photo
- 1980 : Faits de guerre
- 1992 : Photos-BD
- 2005 : Y a photos

### Roman
- 1995 : En votre aimable règlement

### Livres
- 2008 : Copies du bac
- 2010 : Encyclopédie de mon père, Flammarion
- 2022 : Les Ratés de la Science, Éditions du Trésor

### Guides Léandri
- L'Entreprise
- Les Élections
- Le Mariage
- Le Cinéma

### DVD
- 2006 : Coccinelle de Gotlib